# Kakma
Kakma falu Horvátországban Zára megyében. Közigazgatásilag Polačához tartozik.

## Fekvése
Zárától légvonalban 25, közúton 30 km-re délkeletre, Dalmácia északi részén, községközpontjától 4 km-re délnyugatra Ravni kotar középső részén, a Zágráb – Split autópálya közelében, a Biograd na Morut az autópályával összekötő 503-as főút mentén két városi rangú település, Biograd na Moru és Benkovac között fekszik. A tengertől való távolsága légvonalban 5, közúton 7 km.

## Története
A török 1528-ban foglalta el ezt a területet ahova velük együtt pravoszláv vlach lakosság érkezett. 1685-ben szabadult fel végleg uralma alól, amikor a közeli Vrána igazgatása alá került. 1797-ig a Velencei Köztársaság része volt. Miután a francia seregek felszámolták a Velencei Köztársaságot és a campo formiói béke értelmében osztrák csapatok szállták meg. 1806-ban a pozsonyi béke alapján az Első Francia Császárság Illír Tartományának része lett. 1815-ben a bécsi kongresszus újra Ausztriának adta, amely a Dalmát Királyság részeként Zárából igazgatta 1918-ig. A településnek 1857-ben 56, 1910-ben 106 lakosa volt. Az első világháború után előbb a Szerb-Horvát-Szlovén Királyság, majd Jugoszlávia része lett. A második világháború idején 1941-ben a szomszédos településekkel együtt Olaszország fennhatósága alá került. Az 1943. szeptemberi olasz kapituláció után visszatért Horvátországhoz. 1991-től többségben szerb lakói csatlakoztak a Krajinai Szerb Köztársasághoz és tevékenyen részt vettek annak harcaiban. A Vihar hadművelet idején 1995 augusztusában Kakma teljes szerb lakossága elmenekült és közülük sokan később sem tértek vissza. A településnek 2011-ben 213 lakosa volt, akik főként mezőgazdasággal és állattartással és újabban turizmussal foglalkoztak. A Biogradhoz való közelsége és jó közlekedése miatt a településen az utóbbi időben fellendült az ingatlanforgalom és egyre több nyaraló épül.

## Lakosság
| Lakosság változása | Lakosság változása | Lakosság változása | Lakosság változása | Lakosság változása | Lakosság változása | Lakosság változása | Lakosság változása | Lakosság változása | Lakosság változása | Lakosság változása | Lakosság változása | Lakosság változása | Lakosság változása | Lakosság változása | Lakosság változása |
| ------------------ | ------------------ | ------------------ | ------------------ | ------------------ | ------------------ | ------------------ | ------------------ | ------------------ | ------------------ | ------------------ | ------------------ | ------------------ | ------------------ | ------------------ | ------------------ |
| 1857               | 1869               | 1880               | 1890               | 1900               | 1910               | 1921               | 1931               | 1948               | 1953               | 1961               | 1971               | 1981               | 1991               | 2001               | 2011               |
| 56                 | 0                  | 62                 | 61                 | 65                 | 106                | 127                | 79                 | 189                | 225                | 323                | 332                | 357                | 341                | 168                | 213                |

## Híres emberek
Itt született 1947. augusztus 9-én Slobodan Uzelac szerb nemzetiségű horvát politikus, aki 2008 és 2011 között a regionális fejlesztésekért, újjáépítésért és visszatelepítésekért felelős miniszterelnök-helyettes volt Ivo Sanader és Jadranka Kosor kormányában.